# Kvasstinden
El Kvasstinden és un cim de 1.010 metres, el quart més alt de la serralada de les Set Germanes, a l'illa d'Alsten, Nordland, Noruega. La seva prominència és de 990 m.